# 余園
余園，是星馬地區中醫藥材大型企業「余仁生」第二代經營者余東旋在香港所興建的三座別墅共同名稱，合稱「余氏三堡」。由於余東旋的父親余廣培說他一生要大興土木才得以長壽，因而在星馬和香港建了至少12棟堡壘式別墅。
香港這三座別墅中文名稱雖然相同，英文名稱卻各異：般含道的余園稱為「Euston」、淺水灣的余園稱為「Eucliffe」，而大埔的余園則稱為「Sirmio」，目前皆已拆除改建。

## 般含道余園（Euston）
位於般含道的余園（Euston）是一座仿哥德式古堡，於1928年動工、1931年落成，佔地五萬平方英呎，另設過萬呎後園，後園種有一棵蓮霧樹。中央大廳有20呎樓底，內設升降機。古堡外牆用意大利大理石建成，並設有數個塔樓和角樓。據稱，甫入銅門大閘，即見修剪整齊的草坪。
全堡室內以金箔裝飾，東西兩翼又有以中國民間故事為題的雕塑立體壁畫及西洋天使和祼女浮雕，更放滿各式西洋盔甲、武器和古董、藝術品，建築方位及室內設計依足風水佈局。
Euston現已改建為高層住宅，保留英文原名，中文則改為「豫苑」。

## 淺水灣余園（Eucliff）

淺水灣余園照片

位於淺水灣的余園（Eucliff）是余家的度假別墅，1932年建成，鄰近淺水灣酒店，佔地105,007平方呎。
古堡有一座主樓和3座高塔，主樓的中央部份有個圓頂，上面畫了天使壁畫，活像羅馬西斯丁教堂。大廳有大量貴重的玉器裝飾，此外還有中國和印度來的銅像、意大利的大理石像、歐洲的水晶、英國莊園的壁爐和盔甲。
但由於二次大戰時，日軍曾在Eucliff進行大屠殺，所以這兒也是有名的凶宅。

## 大埔余園（Sirmio）
Sirmio源自意大利北部加爾達湖南部一個半島的名稱，於1938年建成。這座余園是三堡中最大的一座，佔地693,025平方呎，位於汀角路三門仔對面的海灣，那時還未有汀角路，要到這座堡壘必需坐船。
Sirmio是仿歌德式建築，主樓高3層，內裏有升降機連接各層。牆上掛有多件名貴的時鐘，當然還有不少名家油畫。Sirmio還有一片花園和4公頃大的農場，余東旋在花園裡養有多種外來的雀鳥、狗隻，甚至有一頭熊貓。

## 現況
余東旋將家產均分給13個兒子，包括三間余園的業權。他們雖然擁有業權，但余東旋的妻子廖正而卻擁有半山和淺水灣余園的居住權，她有生一日，這兩座余堡都不能夠隨便變賣。如此安排，令余家三堡在余東旋死後的30年內保存得很好。1978年廖正而逝世，三座余園終全部易手清拆。
余氏三堡被清拆時，室內的裝飾品被黃嘉謀夫婦收藏，最近他們的倉庫遭路政署逼遷。